# I Beat Loneliness
I Beat Loneliness —en español: Vencí la soledad— es el décimo álbum de estudio de la banda británico Bush. Fue lanzado el 18 de julio de 2025 a través de earMusic. El primer sencillo, titulado "60 Ways to Forget People", salió el 17 de abril, seguido de "The Land of Milk and Honey", el 5 de junio.
Descrito por la revista Spill como uno de los álbumes más "vulnerables" de Bush hasta la fecha, las letras de "I Beat Loneliness" abordan temas como la salud mental, la soledad y la depresión. El compositor y líder de Primary, Gavin Rossdale, describió el disco como el más personal de Bush hasta la fecha.

## Composición
Las letras de I Beat Loneliness se centraban principalmente en temas relacionados con la salud mental, hecho que se menciona en el título del álbum. Mike DeWald, de la revista Riff, comparó el rol del líder Rossdale con el de un terapeuta.
Paul Travers, de Metal Hammer, describió I Beat Loneliness como "una pieza bien construida de hard rock moderno con una fuerte sensibilidad melódica", destacando también algunos guiños nostálgicos al pasado. Emma Johnston de Louder Sound, señaló que la primera mitad del disco "produjo un tema grunge tras otro". Sonic Abuse describió "The Land of Milk and Honey" como una "melodía memorable" que solo supera a las "guitarras de túnel de viento", que recuerdan a las influencias formativas de Rossdale, como Neil Young y Sonic Youth. En contraste con la primera mitad, más pesada, la segunda mitad se destacó por ser más sobria: según Neil Z. Yeung de AllMusic, consiste en una serie de baladas a medio tiempo. "We Are of This Earth" fue descrita por Louder Sound como "un pequeño fragmento de shoegaze onírico, espacial y triste, con ecos". Esta discreta diversión se ve interrumpida por "Footprints in the Sound", donde la banda busca un sonido del nu metal.

## Lista de canciones
| N.º | Título                             | Duración |  |
| 1.  | «Scars»                            | 3:30     |  |
| 2.  | «I Beat Loneliness»                | 4:23     |  |
| 3.  | «The Land of Milk and Honey»       | 3:15     |  |
| 4.  | «We're All the Same on the Inside» | 3:21     |  |
| 5.  | «I Am Here to Save Your Life»      | 4:09     |  |
| 6.  | «60 Ways to Forget People»         | 2:48     |  |
| 7.  | «Love Me Till the Pain Fades»      | 4:13     |  |
| 8.  | «We Are of This Earth»             | 4:24     |  |
| 9.  | «Everyone Is Broken»               | 4:01     |  |
| 10. | «Don't Be Afraid»                  | 5:15     |  |
| 11. | «Footsteps in the Sand»            | 4:01     |  |
| 12. | «Rebel with a Cause»               | 3:18     |  |

## Posicionamiento en lista
| Lista (2025)                                    | Posición |
| ----------------------------------------------- | -------- |
| Alemania (Offizielle Top 100)                   | 51       |
| German Rock & Metal Albums (Offizielle Top 100) | 13       |
| Austria (Ö3 Austria)                            | 49       |
| French Rock & Metal Albums (SNEP)               | 82       |
| Escocia (Scottish Albums Chart)                 | 55       |
| Reino Unido (UK Album Downloads)                | 86       |
| Reino Unido (UK Independent Albums)             | 27       |
| Suiza (Schweizer Hitparade)                     | 59       |

## Personal
Bush
- Gavin Rossdale - Voz principal, guitarra, coros
- Chris Traynor - guitarra
- Nik Hughes - batería
- Corey Britz - bajo